# Mostra de Venise 2006
La Mostra de Venise 2006 — ou la 63e édition de la Mostra de Venise ou encore la 63e édition du Festival international du film de Venise (en italien : 63ª edizione della Mostra internazionale d'arte cinematografica) — est un festival de cinéma international qui s'est tenu à Venise en Italie du 30 août au 9 septembre 2006.
Le film Le Dahlia noir de Brian De Palma a été présenté en ouverture du festival.

## Jury
- 2006 : Catherine Deneuve (présidente, France), Bigas Luna (Espagne), Paulo Branco (Portugal), Park Chan-wook (Corée du Sud), Cameron Crowe (États-Unis), Tchoulpan Khamatova (Russie), Michele Placido (Italie).

## Compétition
| Titre                                                | Réalisation                          | Pays        | Distribution                                                                                          |
| ---------------------------------------------------- | ------------------------------------ | ----------- | --- |
| Black Book (Zwartboek)                               | Paul Verhoeven                       | Pays-Bas    | Carice van Houten, Sebastian Koch, Thom Hoffman, Waldemar Kobus (en), Derek de Lint, Christian Berkel |
| Bobby                                                | Emilio Estevez                       | États-Unis  | Anthony Hopkins, Demi Moore, Sharon Stone, Elijah Wood, Lindsay Lohan, Laurence Fishburne             |
| Ces rencontres avec eux (Quei Ioro icontri)          | Jean-Marie Straub et Danièle Huillet | Italie      | Angela Nugara, Vittorio Vigneri, Grazia Orsi, Romano Guelfi                                           |
| Cœurs                                                | Alain Resnais                        | France      | Sabine Azéma, Isabelle Carré, Pierre Arditi, André Dussollier, Lambert Wilson                         |
| Daratt                                               | Mahamat Saleh Haroun                 | Tchad       | Ali Bacha Barkaï, Youssouf Djaoro, Aziza Hisseine, Khayar Oumar Defallah                              |
| Le Dahlia noir (The Black Dahlia) (film d'ouverture) | Brian De Palma                       | États-Unis  | Josh Hartnett, Scarlett Johansson, Aaron Eckhart, Hilary Swank, Mia Kirshner, Fiona Shaw, Mike Starr  |
| L'Étoile imaginaire (La stella che non c'è)          | Gianni Amelio                        | Italie      | Sergio Castellitto, Tai Ling, Ha Hiu Sun                                                              |
| Euphorie                                             | Ivan Vyrypaïev                       | Russie      | Polina Agoureyeva, Maxime Ouchakov, Mikhaïl Okounev                                                   |
| Exilé (Exiled)                                       | Johnnie To                           | Hong Kong   | Anthony Wong, Francis Ng, Nick Cheung, Simon Yam                                                      |
| Fallen                                               | Barbara Albert                       | Autriche    | Nina Proll, Birgit Minichmayr, Kathrin Resetarits, Ursula Strauss, Gabriela Hegedüs                   |
| Les Fils de l'homme (Children of Men)                | Alfonso Cuarón                       | Royaume-Uni | Clive Owen, Julianne Moore, Michael Caine, Chiwetel Ejiofor, Charlie Hunnam, Claire-Hope Ashitey      |
| The Fountain                                         | Darren Aronofsky                     | États-Unis  | Hugh Jackman, Rachel Weisz, Ellen Burstyn, Mark Margolis, Stephen McHattie                            |
| Golden Door (Nuovomondo)                             | Emanuele Crialese                    | Italie      | Charlotte Gainsbourg, Vincenzo Amato, Aurora Quattrocchi, Francesco Casisa                            |
| Hollywoodland                                        | Allen Coulter                        | États-Unis  | Adrien Brody, Diane Lane, Ben Affleck, Bob Hoskins, Robin Tunney, Kathleen Robertson, Lois Smith      |
| I Don't Want to Sleep Alone (Hei yanquan)            | Tsai Ming-liang                      | Taïwan      | Lee Kang-sheng, Norman Bin Atun, Chen Shiang-chyi                                                     |
| L'Intouchable                                        | Benoît Jacquot                       | France      | Isild Le Besco, Bérangère Bonvoisin, Marc Barbé, Valérie Donzelli                                     |
| Mushishi (蟲師)                                      | Katsuhiro Ōtomo                      | Japon       | Joe Odagiri, Nao Ōmori, Yū Aoi, Makiko Kuno, Rheya Moriyama, Hideyuki Inada                           |
| Nue Propriété                                        | Joachim Lafosse                      | Belgique    | Isabelle Huppert, Jérémie Renier, Yannick Renier, Kris Cuppens, Patrick Descamps                      |
| Paprika (パプリカ)                                   | Satoshi Kon                          | Japon       | (film d'animation)                                                                                    |
| The Queen                                            | Stephen Frears                       | Royaume-Uni | Helen Mirren, Michael Sheen, James Cromwell, Helen McCrory, Alex Jennings, Sylvia Syms                |
| Still Life (Sānxiá hǎorén, 三峡好人)                 | Jia Zhangke                          | Chine       | Han Sanming, Wang Hongwei, Zhao Tao                                                                   |
| Syndromes and a Century (แสงศตวรรษ, Sang sattawat)   | Apichatpong Weerasethakul            | Thaïlande   | Nantarat Sawaddikul, Jaruchai Iamaram, Sophon Pukanok, Jenjira Pongpas                                |

## Palmarès

### Palmarès officiel
- Lion d'or pour le meilleur film : Still Life de Jia Zhangke
- Grand Prix Spécial du jury  : Saison sèche (Daratt) de Mahamat Saleh Haroun
- Lion d'argent pour le meilleur réalisateur : Alain Resnais pour Cœurs
- Lion d'argent spécial pour la révélation cinématographique : Golden Door d'Emanuele Crialese
- Coupe Volpi de la meilleure interprétation masculine : Ben Affleck pour Hollywoodland
- Coupe Volpi de la meilleure interprétation féminine : Helen Mirren pour The Queen
- Osella d'argent du meilleur scénario : Peter Morgan pour The Queen
- Prix Marcello-Mastroianni (jeune acteur ou actrice) : Isild Le Besco pour L'Intouchable de Benoît Jacquot
- Prix Horizons pour la fiction : Le Dernier voyage du juge Feng (Mabei shang de fating) de Jie Liu
- Prix Horizons pour le documentaire : Katrina (When the Levees Broke: A Requiem in Four Acts) (série télévisée) de Spike Lee
- Prix Luigi-De-Laurentis pour la meilleure première œuvre : Khadak de Peter Brosens et Jessica Hope Woodworth
- Lion d'or d'honneur : David Lynch
- Lion spécial : Jean-Marie Straub et Danièle Huillet pour leur innovation dans le langage du cinéma.

### Autres prix
- Prix Robert-Bresson (décerné par l'Église catholique) : Zhang Yuan